# كازوي إيكورا
كازوي إيكورا (伊倉一恵 إيكورا كازوي) هي ممثلة يابانية ولدت في 23 مارس 1959 في محافظة ناغانو.

## أدوارها في التوكوساتسو
- روبوكون - روبوكون (صوت)

## أدوارها في الأنمي

### مسلسلات أنمي تلفزيونية
- روبن هود: السهم الناري - روبن هود
- سيتي هنتر - كاوري ماكيمورا
- كابتن رابح - رابح
- أنا وأختي - نجوى
- هاكابا كيتارو - كيتارو المزيف
- ون بيس - جيسيكا، سنتومارو، توني توني تشوبر (في غياب إيكوي أوتاني)
- بلاك لاغون - غارسيا لافليس
- بوكيمون - غولزار
- شريطة هيمي تشان - بوكوتا

### أوفا أنمي
- الأسطورة المقدسة -ريغفيدا- - أشورا

### أفلام أنمي
- ون بيس: جندي قلعة كاراكوري الآلي - توني توني تشوبر

## أدوارها في ألعاب الفيديو
- تيلز أوف إيتيرنيا - شيزيل

## أدوارها في الدبلجة اليابانية
- تشاودر - ترافلز

## وصلات خارجية
- كازوي إيكورا على موقع IMDb (الإنجليزية)
- كازوي إيكورا على موقع ميوزك برينز (الإنجليزية)
- كازوي إيكورا على موقع قاعدة بيانات الفيلم (الإنجليزية)
- كازوي إيكورا على موقع ANN person (الإنجليزية)